# D/1977 C1 Skiff-Kosai
D/1977 C1 (Skiff-Kosai), anche indicata semplicemente come Skiff-Kosai, è una cometa scoperta il 13 febbraio 1977, ma il cui annuncio fu dato solo nel settembre 1986.
La cometa viene considerata persa in quanto non si è più riusciti a riosservarla ai passaggi al perielio successivi alla sua scoperta.
La cometa appartiene alla famiglia delle comete gioviane e fa pure parte della famiglia di comete quasi-Hilda.